# جزيرة إميليا
جزيرة إميليا هي جزيرة في مقاطعة ناسو فلوريدا. واحدة من جزر البحر الواقعة في أقصى الجنوب، وهي سلسلة من الجزر الحاجزة التي تمتد على طول الساحل الشرقي للولايات المتحدة من ولاية كارولاينا الجنوبية حتى ولاية فلوريدا، فمن 13 ميل (21 كم) وحوالي 4 أميال (64 كيلومترات) عند أوسع نقطة فيها ويقع كلاً من شاطئ فرناندينا ومدينة إميليا على الجزيرة، إضافة إلى شاطئ أميريكان.

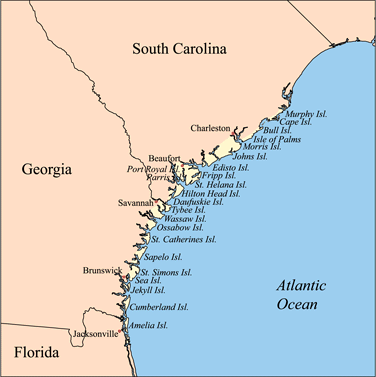
جزر البحر، جزيرة اميليا هي الجزيرة الواقعة في أقصى الجنوب.

سميت على اسم الأميرة إميليا أميرة بريطانيا العظمى ابنة جورج الثاني ملك بريطانيا العظمى تغيرت القوى الاستعمارية في الجزيرة عدة مرات. رفعت ثمانية أعلام على جزيرة أميليا: علم دولة فرنسا وعلم دولة إسبانيا وعلم دولة برطانيا، وعلم دولة باتريوت، وعلم الصليب الأخضر، وعلم دولة المكسيك، وعلم الدولة الكونفدرالية، وعلم الولايات المتحدة الأمريكية.

## أحداث تاريخية

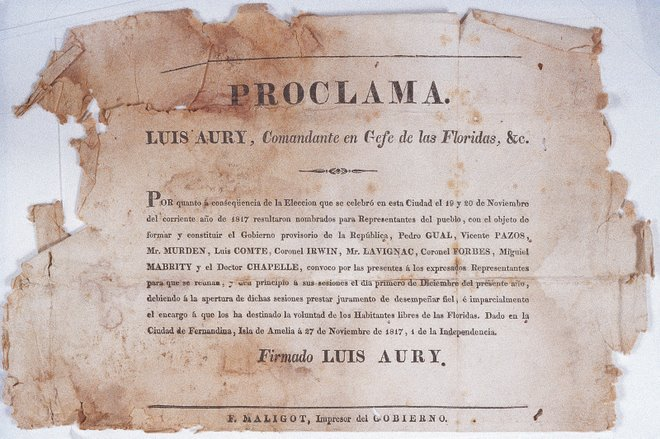

بعد سيطرة قائد القراصنة الفرنسي لويس ميشيل على جزيرة أميليا في عام1817، أعلن «جمهورية فلوريدا» وأعلن الانتخابات. وأعلن عن نتائج هذه الانتخابات (باللغة الإسبانية). بتوقيع لويس اري.